# 堪薩斯 (伊利諾伊州)
堪薩斯（英語：Kansas）是位於美國伊利諾伊州埃德加縣的一個村落。

## 地理
堪薩斯的座標為39°33′10″N 87°56′22″W / 39.55278°N 87.93944°W，而該地最高點為海拔高度217米（即712英尺）。

## 人口
根據2010年美國人口普查的數據，堪薩斯的面積為2.66平方千米，當中陸地面積為2.66平方千米，而水域面積為0.00平方千米。當地共有人口787人，而人口密度為每平方千米295人。